# John Atanasoff
Pour les articles homonymes, voir Atanassov.
John Vincent Atanasoff, né à Hamilton (État de New York) le 4 octobre 1903 et mort à Frederick (Maryland) le 15 juin 1995, est un physicien, mathématicien et ingénieur américain.

## Biographie

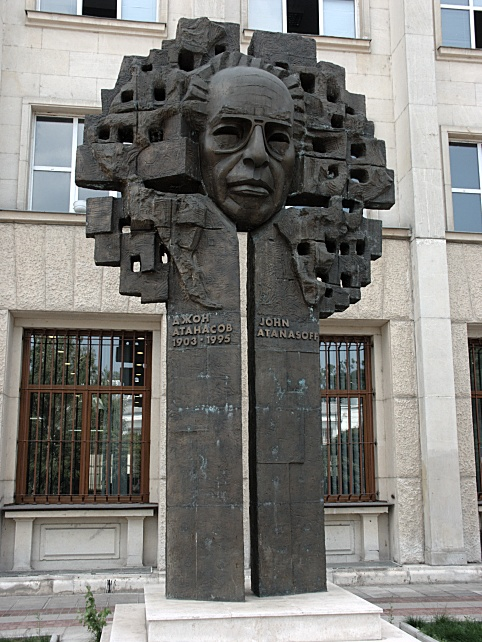
Monument en mémoire de John Vincent Atanasoff à Sofia.

Après des études à l'université du Wisconsin à Madison, où il obtient un doctorat en 1930 avec une thèse portant sur La constante diélectrique de l'hélium, John Atanasoff rejoint l'université d'État de l'Iowa, où il enseigne les mathématiques et la physique tout en travaillant sur le développement d'ordinateurs. Avec son étudiant Clifford Berry, John Atanasoff construit une petite maquette de calculateur électronique (sans programme enregistré), nommé ABC pour Atanasoff–Berry Computer. Cet appareil de laboratoire est reconnu comme le premier ordinateur électronique numérique au monde lors du procès Honeywell v. Sperry Rand (en) de 1973.
Atanasoff affirme lors du procès que ses idées — utilisation du binaire, utilisation d'une unité arithmétique et logique pour effectuer les calculs de base — ont été reprises dans l'ordinateur ENIAC, breveté en 1945 par Eckert et Mauchly comme le premier ordinateur électronique. Après examen du dossier, la justice conclut qu'ils n'ont fait que reprendre les idées de l'ordinateur d'Atanasoff-Berry, et consacre ainsi Atanasoff comme l'inventeur du premier ordinateur électronique. En conséquence, le brevet d'Eckert et Mauchly est invalidé, mettant cette invention dans le domaine public. Ces brevets n'avaient pas empêché, entre-temps, IBM et des dizaines d'autres firmes de construire des ordinateurs de différents types.